# Criminal Minds
Criminal Minds är en amerikansk TV-serie med premiär 2005. Serien handlar om ett profileringsteam från FBI:s beteendeanalysenhet från Quantico i Virginia som arbetar för att spåra olika seriemördare som härjar i landet. Serien skiljer sig från många andra kriminalserier då den riktar in sig mer på brottslingen än själva brottet.
Serien är producerad av Touchstone Television och sändes även i Sverige. I början av januari 2019 meddelades det att en femtonde säsong skulle bli seriens sista, och att denna ska innehålla 10 avsnitt. Det sista avsnittet avlöpte den 19 februari 2020 i USA.

## Rollista

### Huvudpersoner
- Paget Brewster – Emily Prentiss (säsong 2–7, 12–15)

Emily Prentiss började i teamet under den andra säsongen efter att Elle Greenaway slutat. Hennes mor är ambassadör och god vän med Hotchner. Emily talar engelska, arabiska, spanska, franska och italienska flytande och kan dessutom en del ryska. I säsong 6 kommer det fram att Prentiss arbetat som under cover-agent för Interpol, och satt fast terroristen och seriemördaren Ian Doyle, som i säsong 6 rymmer från fängelset som han suttit fängslad under sju år och söker upp dem som satte fast honom för att hämnas. Paget Brewster (Prentiss) lämnar tillsammans med A.J. Cook (J.J.) serien under säsong 6, för att TV-kanalen skulle kunna finansiera en spinoff (Criminal Minds: Suspect Behavior) som inte blev någon större succé. Både Brewster och Cook återvände till säsong 7. Paget Brewster lämnade serien efter säsong 7.
- Joe Mantegna – David Rossi (säsong 3–15)

David Rossi var med och startade BAU-enheten, men pensionerade sig ett antal år innan första säsongen äger rum. Han började då skriva böcker om seriemördare och deras beteende och blev en känd och respekterad författare. Han kom tillbaka i tredje säsongen av serien för att avsluta ett fall som plågat honom i 20 år (där tre barn såg sina föräldrar bli ihjälhuggna) vilket han också gör i det 14 avsnittet av säsong 3 ("Damaged").
- Matthew Gray Gubler – Dr. Spencer Reid (säsong 1–15)

Dr. Spencer Reid är ett geni som gick ut high school redan som 12-åring. Dr Reid läser 20 000 ord i minuten, har ett eidetiskt minne och ett IQ på 187, vilket är högre än vad Albert Einstein hade. Hans mamma är schizofren och genom seriens gång har det visat att Spencer oroar sig för att han har ärvt moderns sjukdom, någonting som ännu inte visat sig. Trots sin höga intelligens har han en del problem med de sociala delarna, och han har väldigt ofta långa utläggningar med fakta om saker som ingen egentligen undrade över.
- Kirsten Vangsness – Penelope Garcia (säsong 1–15)

Penelope Garcia är FBI:s tekniska analytiker som oftast hjälper teamet ifrån sitt kontor i Quantico. När hon var 18 år dog hennes föräldrar i en rattfylleriolycka och efter det fördjupade hon sig i kodning för att ha någonting annat att tänka på. Hon blev placerad på FBI:s hackerlista, och därifrån rekryterades hon till BAU-teamet. I seriens tredje säsong blir hon skjuten av en man som hon dejtade, men överlever. Garcia har ett roligt och skämtsamt förhållande med Derek Morgan. Hon har även sedan en tid tillbaka pojkvännen Kevin, en annan hacker som arbetar för FBI. Hon har stora problem med blod och obehagliga brottsplatsbilder.
- A.J. Cook – Jennifer "JJ" Jareau (säsong 1–5, 7–15; enstaka avsnitt i säsong 6)

Jennifer "JJ" Jareau var teamets kommunikationsansvariga, men har i säsong 7 utbildat sig till profilerare. Hon valde ut vilka fall som BAU-teamet skulle utreda. I andra säsongen, under ett fall i New Orleans, träffar hon utredaren Will LaMontagne och de gifter sig i följande säsong. I fjärde säsongen föder hon en son vid namn Henry. I femte säsongen kommer det fram att hennes syster begick självmord vid elva års ålder. I sjätte säsongen blir hon befordrad till att jobba i Pentagon och tvingas lämna BAU. Detta berodde på att skådespelerskan A.J. Cook fick sparken för att man skulle kunna finansiera en Criminal Minds spinoff 2011. Enligt TV.com har ett nytt kontrakt skrivits med A.J. Cook, och hon återvände till serien i säsong 7.
- Aisha Tyler – Dr. Tara Lewis (säsong 11–15)

Tara Lewis är psykolog, med kunskaper inom forensisk psykologi. Lewis ersatte både JJ (A.J. Cook) och Callahan (Jennifer Love Hewitt) då båda var föräldralediga under säsong 11.
- Adam Rodriguez – Luke Alvez (säsong 12–15)

Alvez jobbar med FBI:s Fugitive Task Force, som samarbetar med BAU för att fånga seriemördare som rymmer i sista avsnittet av säsong 11. I första avsnittet av säsong 12 jobbar han tillsammans för att fånga "The Crimson King", en av de förrymda som attackerade hans partner. Teamet upptäcker att den verklige mördaren är "Mr. Scratch", som hånar teamet genom att döda "The Crimson King". Efter avsnittet börjar Alvez i BAU på heltid.
- Daniel Henney – Matt Simmons (säsong 13–15; gästroll i säsong 10 och 12)

Matt Simmons har innan sin tid hos BAU bland annat jobbat för IRT. Han har även arbetat för Special Ops. Simmons har en fru, Kristy (spelad av Kelly Frye), och fyra barn, två pojkar (Jake och David) samt två tvillingdöttrar.

### Tidigare rollfigurer
- Mandy Patinkin – Jason Gideon (säsong 1–3)

Jason Gideon var en av de mest begåvade profilerarna i BAU-teamet. I första säsongen kommer det fram att han har en son vid namn Stephen. Efter att ha varit med om ett trauma led han av post-traumatiskt stressyndrom. I andra säsongens sista avsnitt blir hans flickvän Sarah mördad av seriemördaren Frank Breitkopf. Därefter lämnar Gideon teamet.  
- Thomas Gibson – Aaron Hotchner (säsong 1–12)

Innan han började på BAU-enheten, var han placerad på FBI:s fältkontor i Seattle, han jobbade då som åklagare. Hans försök att balansera jobbet med familjelivet är ett återkommande tema i serien. Efter att han och hans fru Haley skilt sig, blev de hotade av seriemördaren George "The Reaper" Foyet. Haley blir senare mördad, och Hotchner tar då tjänstledigt. Under sin lediga tid tar han igen förlorad tid med sin son Jack. Han återvänder senare till BAU-teamet för att fånga en mördare som rymt ifrån häktet.
- Lola Glaudini – Elle Greenaway (säsong 1–2)

Elle Greenaway var specialist på sexualbrott. I första säsongen blir hon skjuten av mördaren Randall Garner men överlever. Då får vi även veta att hennes far dog när hon var åtta år. I andra säsongen agerar hon som lockbete för att fånga en våldtäktsman, men hon får panik och våldtäktsmannen blir frigiven till slut. Det slutar med att Greenaway skjuter honom till döds. Därefter lämnar hon teamet.
- Jeanne Tripplehorn – Alex Blake (säsong 8–9)

Alex Blake började på BAU i säsong 8 till följd av att Prentiss lämnade teamet. I hennes första avsnitt har hon en dispyt med BAU chefen Erin Strauss och det visar sig att de har en historia sedan tidigare. Bakgrunden till detta är att under ett fall för många år sedan arresterades en misstänkt felaktigt vilket Strauss gav Blake skulden för och nu återvänder hon för att återupprätta sitt rykte. Redan vid 24 års ålder blev hon rekryterad av FBI och har sedan dess även jobbat som professor inom lingvistik i Georgetown. Jeanne Tripplehorn lämnade serien efter säsong 9.
- Shemar Moore – Derek Morgan (säsong 1–11; gästroll i enstaka avsnitt i säsong 12–13)

Derek Morgan är specialist på tvångsmässiga brott. Han har svart bälte i judo och driver FBI:s självförsvarskurs. Vid tio års ålder såg han sin far skjutas ihjäl. Efter det togs han om hand av ledaren för ett lokalt fritidscenter, som utnyttjade honom sexuellt under en tid. I andra säsongen blir Morgan misstänkt för ett mord på en pojke men det visar sig vara felaktigt. Derek Morgan är den i teamet som oftast står för alla insparkade dörrar. Han är också den som, tillsammans med Reid, har störst problem med att förlåta Emily Prentiss, för att hon ljög om sin "död", efter att hon återvänder till teamet i säsong 7. Morgan lämnade serien under säsong 11.
- Jennifer Love Hewitt – Kate Callahan (säsong 10)

Kate Callahan börjar i BAU första avsnittet av säsong 10. Hon har tidigare arbetat undercover. Hon och hennes make, Chris, är förmyndare åt Callahans systerdotter Meg, då Meg förlorade sina föräldrar i 11 septemberattackerna. Kate och Chris upptäcker att de väntar barn i mitten av säsong 10, och i säsongens sista avsnitt lämnar Callahan BAU.
- Rachel Nichols – Ashley Seaver (säsong 6)

Ashley Seaver ersatte Jennifer Jareau efter att hon lämnat BAU i säsong 6. Hon utbildas till kadett inom FBI, och valdes till teamet för sin unika bakgrund, då hennes far, Charles Beauchamp, var en seriemördare, känd som "Redmond Ripper", som mördade ett flertal kvinnor innan han greps av BAU. Gruppchef Hotchner ville endast konsultera henne under ett enstaka fall, men Rossi lät henne göra klart sin utbildning tillsammans med teamet. Hon blir sedan klar med sin utbildning, men i första avsnittet av säsong 7 meddelar JJ till Prentiss att Seaver har blivit förflyttad.
- Damon Gupton – Stephen Walker (säsong 12)

Stephen Walker var med i BAU under säsong 12, då teamet jagade "Mr. Scratch". I första avsnittet av säsong 13 får vi reda på att Walker dog i bilkraschen som Mr. Scratch låg bakom i sista avsnittet av säsong 12.

## Huvudroller
| Aktör                | Karaktär         | Yrkesroll                                          | Säsong        | Säsong    | Säsong    | Säsong    | Säsong    | Säsong    | Säsong       | Säsong    | Säsong    | Säsong    | Säsong       | Säsong    | Säsong    | Säsong    | Säsong    |
| Aktör                | Karaktär         | Yrkesroll                                          | 1             | 2         | 3         | 4         | 5         | 6         | 7            | 8         | 9         | 10        | 11           | 12        | 13        | 14        | 15        |
| -------------------- | ---------------- | -------------------------------------------------- | ------------- | --------- | --------- | --------- | --------- | --------- | ------------ | --------- | --------- | --------- | ------------ | --------- | --------- | --------- | --------- |
| Mandy Patinkin       | Jason Gideon     | Senior Supervisory Special Agent                   | Huvudroll     | Huvudroll | Huvudroll |           |           |           |              |           |           |           |              |           |           |           |           |
| Thomas Gibson        | Aaron Hotchner   | Unit Chief                                         | Huvudroll     | Huvudroll | Huvudroll | Huvudroll | Huvudroll | Huvudroll | Huvudroll    | Huvudroll | Huvudroll | Huvudroll | Huvudroll    | Huvudroll |           |           |           |
| Lola Glaudini        | Elle Greenaway   | Supervisory Special Agent                          | Huvudroll     | Huvudroll |           |           |           |           |              |           |           |           |              |           |           |           |           |
| Shemar Moore         | Derek Morgan     | Supervisory Special Agent                          | Huvudroll     | Huvudroll | Huvudroll | Huvudroll | Huvudroll | Huvudroll | Huvudroll    | Huvudroll | Huvudroll | Huvudroll | Huvudroll    | Gäst      | Gäst      |           |           |
| Matthew Gray Gubler  | Dr. Spencer Reid | Supervisory Special Agent                          | Huvudroll     | Huvudroll | Huvudroll | Huvudroll | Huvudroll | Huvudroll | Huvudroll    | Huvudroll | Huvudroll | Huvudroll | Huvudroll    | Huvudroll | Huvudroll | Huvudroll | Huvudroll |
| A.J. Cook            | Jennifer Jareau  | Communications Liaison / Supervisory Special Agent | Huvudroll     | Huvudroll | Huvudroll | Huvudroll | Huvudroll | Huvudroll | Återkommande | Huvudroll | Huvudroll | Huvudroll | Huvudroll    | Huvudroll | Huvudroll | Huvudroll | Huvudroll |
| Kirsten Vangsness    | Penelope Garcia  | Technical Analyst / Communications Liaison         | Also starring | Huvudroll | Huvudroll | Huvudroll | Huvudroll | Huvudroll | Huvudroll    | Huvudroll | Huvudroll | Huvudroll | Huvudroll    | Huvudroll | Huvudroll | Huvudroll | Huvudroll |
| Paget Brewster       | Emily Prentiss   | Supervisory Special Agent / Unit Chief             |               | Huvudroll | Huvudroll | Huvudroll | Huvudroll | Huvudroll | Huvudroll    |           | Gäst      |           | Gäst         | Huvudroll | Huvudroll | Huvudroll | Huvudroll |
| Joe Mantegna         | David Rossi      | Senior Supervisory Special Agent                   |               |           | Huvudroll | Huvudroll | Huvudroll | Huvudroll | Huvudroll    | Huvudroll | Huvudroll | Huvudroll | Huvudroll    | Huvudroll | Huvudroll | Huvudroll | Huvudroll |
| Rachel Nichols       | Ashley Seaver    | FBI Cadet / Special Agent                          |               |           |           |           |           | Huvudroll |              |           |           |           |              |           |           |           |           |
| Jeanne Tripplehorn   | Dr. Alex Blake   | Linguistics Expert                                 |               |           |           |           |           |           |              | Huvudroll | Huvudroll |           |              |           |           |           |           |
| Jennifer Love Hewitt | Kate Callahan    | Undercover Agent                                   |               |           |           |           |           |           |              |           |           | Huvudroll |              |           |           |           |           |
| Aisha Tyler          | Dr. Tara Lewis   | Forensic Psychologist                              |               |           |           |           |           |           |              |           |           |           | Återkommande | Huvudroll | Huvudroll | Huvudroll | Huvudroll |
| Adam Rodriguez       | Luke Alvez       | Fugitive Task Force Agent                          |               |           |           |           |           |           |              |           |           |           |              | Huvudroll | Huvudroll | Huvudroll | Huvudroll |
| Damon Gupton         | Stephen Walker   | Supervisory Special Agent                          |               |           |           |           |           |           |              |           |           |           |              | Huvudroll |           |           |           |
| Daniel Henney        | Matt Simmons     | Special Operations Agent                           |               |           |           |           |           |           |              |           |           | Gäst      |              | Gäst      | Huvudroll | Huvudroll | Huvudroll |

1. ↑  Mandy Patinkin var endast med i de två första avsnitten av säsong tre.
2. ↑  Thomas Gibson var endast med i de två första avsnitten av säsong tolv.

## DVD
I Sverige har Criminal Minds släppts av Walt Disney Studios Home Entertainment på DVD.
| Säsong    | Episoder | Releasedatum      | Releasedatum     | Releasedatum |
| Säsong    | Episoder | Region 1          | Sverige          |              |
| --------- | -------- | ----------------- | ---------------- | ------------ |
| Säsong 1  | 22       | 28 november 2006  | 2 maj 2007       |              |
| Säsong 2  | 23       | 2 oktober 2007    | 5 mars 2008      |              |
| Säsong 3  | 20       | 16 september 2008 | 15 april 2009    |              |
| Säsong 4  | 26       | 8 september 2009  | 3 mars 2010      |              |
| Säsong 5  | 23       | 7 oktober 2010    | 6 april 2011     |              |
| Säsong 6  | 24       | 6 september 2011  | 30 november 2011 |              |
| Säsong 7  | 24       | 4 september 2012  | 21 november 2012 |              |
| Säsong 8  | 24       | 10 september 2013 | 27 november 2013 |              |
| Säsong 9  | 24       | 26 augusti 2014   | 10 december 2014 |              |
| Säsong 10 | 19       | Under 2015        | Under 2015       |              |

## Spinoff
TV-serien Criminal Minds: Suspect Behavior är en spinoff från Criminal Minds, om än betydligt mer kortlivad än ursprungsserien. Criminal Minds: Suspect Behavior producerades bara i en säsong med 13 avsnitt. 
I säsong 10 av Criminal Minds, och i avsnittet "Beyond Borders, börjar en ny spinoff som en crossover – Criminal Minds: Beyond Borders. CBS beslutade efter pilotavsnittet att sätta denna serie i produktion för säsongen 2015/2016. Gary Sinise, som hade huvudrollen i CSI: NY (Mac Taylor), spelar Jack Garrett i denna spinoff tillsammans med Tyler James Williams som spelar Russ "Monty" Montgomery och Daniel Henney som spelar Matthew Simmons. Serien följer några FBI-agenter som hjälper amerikanska medborgare som hamnar i trubbel utomlands. 